# Juraj Halenár
Juraj Halenár (ur. 28 czerwca 1983 w Trnawie, zm. 30 czerwca 2018 w Bratysławie) – słowacki piłkarz grający na pozycji napastnika.

## Kariera klubowa
Wychowanek Lokomotívy Trnava, z której w 2001 roku przeszedł do Interu Bratysława. W lipcu 2005 trafił do Artmedii Bratysława. W 2. rundzie eliminacji do Ligi Mistrzów w sezonie 2005/2006 zdobył hat-tricka w wygranym przez Artmedię 5:0 meczu z Celtikiem Glasgow. Mimo porażki w rewanżu 0:4 Artmedia awansowała do kolejnej rundy, a później po wyeliminowaniu Partizana Belgrad po rzutach karnych słowacki zespół zakwalifikował się do fazy grupowej tych rozgrywek.
We wrześniu 2008 przeszedł do Slovana Bratysława. Zadebiutował w tym klubie 16 września 2008 w wygranym 4:0 wyjazdowym spotkaniu 2. rundy Pucharu Słowacji z czwartoligowym OŠK Trenčianske Stankovce, w którym strzelił gola oraz zdobył trzy asysty. 10 sierpnia 2014 w meczu z MFK Košice pobił rekord liczby bramek strzelonych w lidze słowackiej, zdobywając swojego 121. i 122. gola (wcześniejszy rekord wynosił 120 goli i należał do Róberta Semeníka). W styczniu 2015 podpisał półtoraroczny kontrakt z Nyíregyháza Spartacus FC. W lipcu tegoż roku przeszedł do Sigmy Ołomuniec. W grudniu 2015 odszedł z klubu z powodów rodzinnych. W lutym 2016 trafił do Iskry Borčice. W kwietniu 2016 opuścił klub. W czerwcu 2016 był testowany przez Ruch Chorzów, podczas których wystąpił w wygranym 1:0 sparingu z Rakowem Częstochowa, jednak ostatecznie nie został zawodnikiem klubu. W sierpniu 2016 przeszedł do FC Petržalka 1898. Na początku 2017 odszedł z klubu. W styczniu 2017 przeszedł do austriackiego SV Gaflenz.

## Kariera reprezentacyjna
Wraz z reprezentacją Słowacji do lat 19 został brązowym medalistą mistrzostw Europy do lat 19 w 2002. W seniorskiej kadrze zadebiutował 17 listopada 2007 w przegranym 1:3 meczu z Czechami.

## Osiągnięcia
- Mistrzostwo Słowacji (5): 2007/2008, 2008/2009, 2010/2011, 2012/2013, 2013/2014
- Puchar Słowacji (4): 2007/2008, 2009/2010, 2010/2011, 2012/2013

## Życie osobiste
Jego idolami piłkarskimi byli Thierry Henry, Cristiano Ronaldo i Lionel Messi. Interesował się również hokejem, a jego ulubionymi zawodnikami byli Marián Hossa i Miroslav Šatan.
1 stycznia 2014 jego dziewczyna, Romana Procházková, urodziła mu syna Nicolasa.
30 czerwca 2018 jego ciało znaleziono we Vrakunským lesoparku w Bratysławie. Piłkarz popełnił samobójstwo, podcinając sobie żyły.